# Vasile Marin
Vasile Marin (1904-Majadahonda, 13 de enero de 1937) fue un político e ideólogo fascista rumano perteneciente a la Guardia de Hierro.

## Biografía
Nacido en 1904, estudió Derecho en Francia y fue uno de los principales líderes de la Legión del Arcángel Miguel —la Guardia de Hierro de Codreanu—. Defendía que la Legión no era de extrema derecha, sino de izquierda revolucionaria. Marin, que se caracterizó por su antisemitismo y por su devoción por Nietzsche a pesar de no aceptar la moral de esclavo de origen judío que otorgaba el filósofo alemán al cristianismo, falleció combatiendo en la Guerra Civil Española en el bando sublevado junto a Ion Moţa el 13 de enero de 1937 en Majadahonda.